# ∀ガンダムの登場人物
∀ガンダムの登場人物（ターンエーガンダムのとうじょうじんぶつ）は、テレビアニメ『∀ガンダム』に登場する架空の人物を列挙する。

## ハイム家
以下の人物の詳細は各項目を参照。
- ロラン・セアック
- キエル・ハイム
- ソシエ・ハイム

### ディラン・ハイム
声 - 長克巳
キエルとソシエの父。イングレッサのビシニティ北部の富豪で、ハイム鉱山を一代で築き上げた。鉱山発見の後、工場を設立し、苦労して現在の財と地位を築く。素性が不詳のロランを雇い入れた人物。町はこの鉱山を基盤として発展し、ハイム家はイングレッサ全体の工業化にも重要な役割を担う有力者の家柄となった。ソシエの成人式の夜、ビシニティのハイム邸にいたためにウォドムのビーム砲で死亡。

### ハイム夫人
声 - 北條文栄
キエルとソシエの母で、ディランの妻。夫の死のショックで精神錯乱を起こしてしまい、その後、精神に更なる変調をきたして寝たきりとなった。しかしアニメ版最終回では車椅子に乗って玄関まで出てきたり編み物もしたりしていることから、ある程度は回復したものと思われる。
佐藤茂の小説版では亡き夫の跡を継いで、社長に就任していた。福井晴敏の小説版では、精神に変調をきたしたあと回復することなく死亡している。
キャハラン
声 - 土屋利秀
ハイム家の運転手。
サム
声 - 宇垣秀成
ハイム家の使用人。
ジェシカ
声 - 秋元千賀子
ハイム家の使用人。夫を失ったハイム夫人の変調に嘆いていた。

## イングレッサ・ミリシャ
以下の人物の詳細は各項目を参照。
- グエン・サード・ラインフォード

### ミハエル・ゲルン
Michael Gern
声 - 金尾哲夫
イングレッサ・ミリシャの司令官で階級は大佐。35歳。妻ニーナと息子マシューとの写真を肌身離さず持ち歩いている。
真面目な人物であるが、失脚したグエンを見限るつもりがあったり、初の宇宙空間では馴染めずにホームシックにもなって、ヤーニら大勢の部下と共にボルジャーノンを奪って地球へ帰ろうとして失敗するという大騒動を起こした事もあった。グエンに従って長らく同行していたが、最終決戦ではウィルゲムが中破して不時着した際、ついに彼を見限って部下達と共に逃げ出した。戦後はヤーニらと共にボルジャーノ公の下、ウィルゲムの修復に携わっていたらしい。

### ヤーニ・オビュス
Yanny Oviess
声 - 桐本琢也
イングレッサ・ミリシャの軍曹でミハエルの副官的人物。後に少尉へ昇進。28歳。血気に逸る行動が多く、宇宙に上がった際には酔った勢いも重なり、川下りをする感覚で酒樽に入って地球に帰ろうとしてロランに救助されている。ミハエル同様、グエンに同行していたが最終決戦でミハエル共々、艦を捨てて逃げ出した。

### シド・ムンザ
Sid Munzer
声 - 野島昭生
山々を渡り歩き、鉱脈を探り出すことを生業とし、一方で黒歴史の研究や発掘を行う山師の老人。75歳。性格は温厚で闊達、その老齢と小柄な体に似つかわしくない頑健な体力と行動力、そして地球側では数少ない柔軟な思考の持ち主。ロランがムーンレィスであることにも早くから気付いていた。名前の由来は、メカニックデザインを行ったシド・ミードから。
ロランが偶然に起動してしまった∀ガンダムに間近で遭遇、自らの黒歴史の知識と併せてグエンに報告し、黒歴史の遺跡や機械人形の発掘を任される。ラダラム、ホレスとのトリオでミリシャの技術改革を先導していったが、地球人とムーンレィスの交渉など政治的な事柄にはあまり興味がなく関わらなかった。グエンがウィルゲムで月に向かう際には、月の技術の習得も期待されてそれに随行した。密かに黒歴史のデータを入手するようにグエンから指示されて混乱に乗じてデータを入手するが、グエンがギンガナムと手を組んだ事を知るとそれを後悔している。その後は残されたミリシャの人間やロラン、ディアナとそれを支持するムーンレィスらと共に行動し、最終決戦では自ら望んでディアナのソレイユにも乗り込んでいる。
戦後は、負傷したジョゼフに代わってポゥを助手として連れながら、相変わらず山を歩き回っているようである。

### ジョゼフ・ヨット
Joseph Yaht
声 - 佐藤せつじ
マニューピチ（マチュ・ピチュに当たる）、マバ族の出身。3歳の時にアデスカの民に親を殺され山に捨てられていた所をシドに拾われ、山師の助手をしていた。23歳。
機械の扱いにも長け、ロランに対抗心を持っている。フランがムーンレィスであることに気付いたり、核をホワイトドールに隠すロランを不審に思って問いただすなど、優れた観察力を持つ。イングレッサでは「よそ者」として差別を受けていたと感じており、ミリシャで活躍する事で成り上がって見返す事を望んでいたが、そのせいで逆にイングレッサの人間やムーンレィスに対して差別的な一面が潜在意識の中にあった。
当初はシドの助手としてミリシャを手伝っていたが、カプルが発掘された後はその整備や教官などをするようになり、ミリシャの要請に応えてパイロットになる。以降はハイヒール（フラット）のパイロットとして戦闘に参加し、ジャラピィ部隊を任されるまでになる。ギンガナム襲来後、グエンの元から奪い返したホワイトドールをロランに返そうとせず、ギンガナムのターンXを襲撃するが圧倒され、負傷して救助された。戦後はフランとの間の子をあやしつつ専業主夫をしているかのような描写しかないが、成り上がる野望を秘めつつ使用人が一人いる魚屋をやっている設定らしい。

### メシェー・クン
Miashei Kune
声 - 鬼頭典子
イングレッサ・ミリシャのパイロット。18歳。ソシエの親友で行動を共にすることが多い。ソシエよりも行動は冷静で、他の地球人のように過剰にムーンレィスを敵視することも無かった。ラダラムの娘で飛行機乗りの父を誇りに思っており、自身も飛行機乗りとなる。そのため、発掘されたカプルのパイロットになり、教官も務めた。カプルやアルマジロ（ウァッド）に乗って戦場にも何度も出ているが、戦闘よりも後方支援で活躍している。戦後は月でのホエールズ防衛の際に仲良くなったムーンレィスのボーイフレンドと父と共に飛行機屋を営んでいる。
曽我篤士版コミカライズでは戦後月の大学に留学し、ボーイフレンドも獲得したらしく、ソシエ曰く「よろしくやっているらしい」と語られている。

### ラダラム・クン
Ladderrum Kune
声 - 沢木郁也
メシェーの父。3代に渡り飛行機屋を営んでおり、自身も飛行機乗りである。イングレッサ・ミリシャで採用されているブルワンやヒップヘビーなどの航空機を開発。モビルスーツ発掘後はモビルスーツの整備やミリシャの部隊の機械化などに尽力している。根っからの技術屋であり、戦争そのものや政治への関心、ムーンレィスへの憎悪といったものは見られない。ムーンレィスの技術者ホレスらとも協力して、ミリシャの戦力を整えるのに一役買う。ウィルゲムが月に向かった際には、予定が狂って同行している。

### ホレス・ニーベン
Horace Niven
声 - 掛川裕彦
ムーンレィスの技師。大仏のような風貌をしている。月からの帰還民として地球へ降下するが地球のマウンテンサイクルへの、技術者としての興味や関心から帰還民居住区を離れ、ミリシャに協力している。ただし本人にはムーンレィスを裏切ったという意識は無い。グエンに協力、同行してマニューピチではウィルゲム発射支援も行ったが、ギンガナムと手を組み月から帰還したグエンからの協力要請への返答は保留し、追って帰ってきたロランやディアナらに協力した。
イルの長老
声 - 石波義人 / 石森達幸（劇場版）
イングレッサの地方領主。月側との会談の際に地球側代表の一人として参加するが、ディアナ・カウンターの侵攻によって妻と甥を失っていたため、その相手側代表であるアジをクロスボウで射殺。直後に報復として、同席していたフィルの銃弾から、グエンを庇い射殺された。庇ったグエンが後の交渉の為に必要な事は理解し、後世を考えられながらも会談の場において復讐心を抑えられずに和平交渉を拗れさせてしまった戦争の加害者であり被害者。

## ルジャーナ・ミリシャ

### リリ・ボルジャーノ
Lily Borjarno
声 - 小林愛
ボルジャーノ公の末娘で、グエンの婚約者。性格は好奇心旺盛で社交的。高飛車であるが、高い身分故の責務をわきまえており、どんな状況でも顔色を変えずに冷静に物事の本質を測れる器量を持つ。
当初はグエンに媚びるような素振りも見せ、グエンに遠慮なく意見したキエル（に扮するディアナ）を山掘りの娘と侮ったり、いびろうと野戦病院を紹介した事もあった。ただ婚約者としてグエンに接している訳ではなく、その器量を認めており、イングレッサの首都が陥落して失脚したグエンを援助している。その後はグエンと行動を共にし、月にも同行。グエンも舌を巻く外交力を発揮し、地球人の月への来訪に難色を示すアグリッパとの接見を取り付けた。冬の宮殿で共に黒歴史を垣間見て、グエンがギンガナムと手を組んで地球へ降りると袂を分かち、ロランやディアナらと行動を共にし、ディアナ・カウンターとアメリア各領との同盟結成にも一役買う。また、地球に戻ってからはマリガンを従えて自ら前線で指揮を執るなど驚くべき行動力を見せた。
キエルがディアナと入れ替わって月の女王を務めていた事を知るとその胆力を認め、敬語を使うキエルに、お互いに呼び捨てで呼び合う仲となるよう促した。また、グエンが自分を残して地球へ降りても感情的になるような事はなかった。
福井晴敏の小説版では幼くして死亡しており、ルジャーナ領の首都オールトンの城は彼女を偲んで「リリ・ボルジャーノ城」と改名されている。

### ボルジャーノ公
声 - 野島昭生 / 丸山詠二（劇場版）
ルジャーナ領主。13人の子がおり、リリはその末娘。イングレッサとも協力してルジャーナ・ミリシャでディアナカウンターに対抗していた。グエンと手を組み地球へ降りたギンガナム軍に城を襲撃されて負傷したが、戦後はイングレッサ・ミリシャの人々と共に復興を目指した。
劇場版では、娘らが月に訪問している際にアメリア大陸のミリシャをまとめ上げ、サンベルト共和国を破るべく「ビッグD作戦」（実態はサンベルト共和国の目の前で豪勢なパーティー）を開始した。

### マリガン
Mallygan
声 - 石丸博也 / 堀内賢雄（劇場版）
ルジャーナ・ミリシャの指揮官。階級は中佐。ルジャーナの貴族階級出身であり、主君の令嬢であるリリには逆らえない。中世（ルネサンス）以降の西洋で貴族が着用していたようなカツラを被っており、これは（イングレッサと比較して）ルジャーナの前時代的文化の象徴ともなっている。傲慢な性格から、ギャバンやヤーニから疎まれる。

### スエサイド部隊

#### ギャバン・グーニー
Gavane Goonny
声 - 大塚芳忠
スエサイド部隊の隊長。ルジャーナの貴族階級出身。27歳。ムーンレィスに対してだけでなくイングレッサ・ミリシャにも対抗心を持つなど、ルジャーナ・ミリシャの機械人形乗りとしての誇りを持っており、勝ち気な性格である。乱暴な面もあるが、領主の娘のリリや、惚れた後のソシエに対して紳士としての振る舞いを見せている。
戦場で知り合ったソシエに求婚し承諾を得るに至ったが、その直後、ロストマウンテンでの戦いの最中にディアナ・カウンターにより発掘された核爆弾を入手、戦いでボルジャーノンを半壊させられた上に入手した核が誘爆、逃げ遅れ死亡した。地球人であるために核の脅威を知らず、敵であるゼノアの忠告を無視して核を奪取しレット隊と交戦するなど、結果的には核爆発のきっかけを作ってしまった。
死後、ソシエがギャバンから貰ったウェディングドレスを着て、海でロストマウンテンの爆心地の方向に向かいギャバンに対し弔った。
ときた洸一版コミカライズでは、核爆発による被害を少しでも抑えるべく核を地中に持っていく役目を引き受け、その過程で核爆発に巻き込まれ死亡した。
曽我篤士版コミカライズでは死亡せず、ミリシャの一員として月に行くなど活躍、月での戦闘時にソシエにプロポーズしたが、その後も行方不明となったロランを待ち続けるソシエに、返事を先延ばしにされている。

#### エイムズ
声 - 松本大
大柄な体格に褐色の肌、豊かなもみあげが特徴的なスエサイド部隊の隊員。ギャバンと、同じ隊員のジョンと共にボルジャーノンを操縦する。ギャバンの死後はスエサイド部隊の隊長を務め、リリと共にウィルゲムで月にまで同行した。気性が荒かったが、隊長となった後は徐々に落ち着きを見せる。乗機のボルジャーノンはグエン裏切りの際に奪われている。冬の宮殿で見た、黒歴史の映像に映っていたザクIIを見て、今も昔もボルジャーノンは活躍していると、興奮していた。

#### ジョン
声 - 土屋利秀
金髪に太い眉毛が特徴のスエサイド部隊の隊員。頭にゴーグルをつけている。エイムズと共にボルジャーノンを操り、自身が先に手を出したにもかかわらず虚偽報告をして核爆弾を奪い取り核爆発へと至った戦闘を引き起こした。ギャバンの死後はリリの護衛として月にまで同行してロラン達と行動を共にした。

## ディアナ・カウンター
以下の人物の詳細は各項目を参照。
- ディアナ・ソレル
- ハリー・オード
- ポゥ・エイジ
- コレン・ナンダー

### フィル・アッカマン
Phil Ackman
声 - 小山剛志
ディアナ・カウンターの指揮官。当初はアジの補佐として地球帰還作戦に参加していたが、彼の死後実権を握る。階級は大尉（後に少佐）。25歳。
タカ派の軍人で地球人を蛮族と見下しているために、武力による決着を主張し、和平を目指すディアナのやり方に不満を抱く。後にクーデターを起こしてディアナを表舞台から退けようとし、ムーンレィスによる地球人の支配という二重国家の構想で自らの王国を築こうとした。ポゥには特別目を掛けており、女王にするとまで口にしている。しかし、ディアナカウンター掌握後も戦況に大きな進展はなく、月から降りてきたギンガナム隊からも攻撃を受けて苦戦していた。ディアナが月から戻ると、ポゥらと共に帰順。ソレイユの戦闘指揮官として、ギンガナム隊との決戦に臨んでいる。戦後はディアナの元に復帰し月へと戻っていった。
曽我篤士版コミカライズでは、自ら地球の支配者になる野望を抱き、ソレイユの搭乗員を殺害し、ディアナをも殺害しようとするなど狂気に走るが、∀ガンダムの月光蝶に阻まれ、ハリーの搭乗するウォドムの一撃を受け死亡する。

### ミラン・レックス
Miran Rex
声 - 曽我部和恭 / 松永英晃（劇場版） / 高塚正也（スーパーロボット大戦シリーズ）
月の執政官。ディアナの側近として地球帰還作戦に参加。ディアナやフィルに対して現実的、慎重な政策を提案していた。アグリッパと通じており、フィルがクーデターを起こしてディアナを捉えた際には、フィルに隠れてキエル嬢でないかと半信半疑のまま脱出させる手引きをした。フィルと共にディアナカウンターを動かし、ミリシャや降りてきたギンガナム軍に手を焼いていたが、ディアナの帰還後はフィルらと共に再び彼女に従った。

### ブルーノ
Bruno
声 - 田中一成
ヤコップとコンビを組む憎めない小悪党で、顔と体が細長い方。やる気はあるがあまり頭は良くない。
コレンの部下として登場するが、コレンが行方不明になった後はディアナ・カウンターを脱走。テテスに誘われてディアナ暗殺を謀るが失敗。食料が底を突いて野菜泥棒をした所、アニスに捕らわれて下働きをし、ロバのドンキースにこき使われていた。後に∀ガンダムを盗むためにギャロップに侵入したが、成り行きでそのままクルーになってしまう。闇ルートから入手した宇宙船航行の免許を持っており、ロラン達と行動を共にしている内に、ウィルゲムのメインクルーに落ち着いた。ディアナらの役に立って親衛隊入りする事も画策し、「Love Diana」という入れ墨まで入れたが、ウィルゲムを動かせるためにグエンに巻き込まれて地球へ戻ってしまう。その後混乱に乗じて脱走し、最終決戦ではロラン達と共に戦った。戦後はヤコップと共に、∀ガンダムとターンXの戦いを人形劇に仕立てて芸人をしていたが、ウィルゲム修復完了後に新生ディアナ親衛隊として月へ戻っていった。
主な搭乗機はゴッゾー。

### ヤコップ
Jacop
声 - 宇垣秀成
ブルーノとコンビを組む憎めない小悪党で、顔と体が丸くて背の低い方。頭は良いがやる気がないタイプ。
ブルーノとお互いに常に行動を共にし、コレンが行方不明になった後にディアナ・カウンターを脱走、テテスに誘われてディアナ暗殺を謀って失敗、野菜泥棒をして捕まってこき使われ、∀ガンダムを盗みに入ったギャロップで成り行きでそのままクルーになってしまう。正規の宇宙船航行の免許も持っていたらしく、ブルーノと共にウィルゲムを操縦した。また成り行きでグエンに従って地球へ戻るが、脱走。ロラン達と共に戦った。戦後はブルーノと共に人形劇をしていたが、ウィルゲム修復完了後に新生ディアナ親衛隊として月へ戻っていった。
主な搭乗機はゴッゾー。

### ラルファ・ゼノア
声 - 室園丈裕
マウンテンサイクルの発掘を行っていた士官。階級は大尉。ロストマウンテンにてムットゥーなどモビルアーマーなどを発掘していた。その過程で核弾頭を掘り出してしまい、それをスエサイド部隊に発見され奪取され、レット隊も交えた交戦となる。核の爆発を恐れて説得を試みるも、敵であるギャバンやディアナカウンターに対抗心のあったレット隊には通じず、ロストマウンテンでの核爆発から命からがら避難して核の恐ろしさを目の当たりにする。残りの核弾頭をフィルらに使用される事を恐れたために引き渡さず、敵であるロラン達に核の廃棄を依頼した。
その後、ソシエとメシェーのカプルと共にディアナ・カウンターの下へ戦争終結の直訴へ行ったが、カプルの武装の解除を拒んだ結果交戦状態となってしまい2人を庇う格好で銃撃の中へ飛び込んで死亡した。
アジ
声 - 仲野裕
ディアナ・カウンターの指揮官。階級は大佐。月側の穏健派だったが地球側との会談の際に、イルの長老に殺害された。
コンドラフト
声 - 坂口賢一
ディアナ親衛隊員でハリーの部下。地球帰還作戦においては月残留部隊であった。ディアナが月へ戻ってからは合流してハリーらと共にスモーで戦う。戦後、再びディアナ親衛隊員として任務に就いている。
ダイスケ
声 - 松本大
ホエールズ艦長。耳の後ろが白髪になっている。
アナン
声 - 椿真由美
補給部隊の女性士官。階級は少尉。コレンを「（月から）送られた火薬の総量より危険な男」と評した。レット隊を地球に同化した蛮族として見なしていた。戦後、ブルーノ・ヤコップと共に大道芸人となっていた。
ベンジャム
声 - 室園丈裕
ポゥの部下。
レア
声 - 本田貴子
ゼノアの部下。ゼノアのウァッドに同乗していた。
ムロン・ゾーノ
キース・レジェの仲介で、食料を貰った礼としてモビルリブを使ってカラモートの町の収穫祭に参加した。
タイラント
声 - 植村喜八郎
ムットゥーのパイロット。
バートン
ムットゥーのパイロット。

### レット隊

#### キャンサー・カフカ
Cancer Kafka
声 - 高乃麗
かつてディアナと共に地球に降り、地球に残ったムーンレィスの子孫。レット隊のリーダーで仲間からは「姐さん」と呼ばれる。ディアナに対し過剰なほどの忠誠心を抱く。
ディアナの帰還に合わせてディアナ・カウンターへ参上し、持ち込んだフラットと支給されたウァッドでレット隊として行動し、野戦病院や食料庫を襲ったりしてロラン達に非難された。ロストマウンテンでのスエサイド部隊との交戦では味方であるゼノア隊の言葉に耳を傾けずに戦闘を継続し、結果的に核爆弾を起こさせている。その後、アグリッパの計略でミドガルドがディアナを月に送還する所に同行する事になり、暗殺の危険を知って脱出、ミスルトゥへ退避した。そこでロラン、ソシエと合流、共闘してギンガナム艦隊と戦った。その際にマヒローとフラットが中破し地球方向に流れ、ムロンと共に行方不明となる。ディアナ曰く先祖のコージン・カフカは血気盛んな人物であったらしい。
主な搭乗機はウァッド。

#### ムロン・ムロン
Muron Muron
声 - 立木文彦
かつてディアナと共に地球に降り、地球に残ったムーンレィスの子孫。長髪に茶色いティアドロップサングラスを掛け上半身は常に裸で1960年代のヒッピーを思わせる、また奇妙なおかま言葉を話す。ディアナとキャンサーをこよなく愛する。ディアナ曰く先祖のアンキーラ・ムロンは本当に美しい伊達男であったらしい。
主な搭乗機はフラット。

#### モットケー
声 - 石住昭彦
レット隊隊員。キャンサーとムロンがディアナを救出した際に他のレット隊隊員は待機行動をとっており、そのまま月に向かった二人とは離れ離れになる。その後、レット隊が物語に登場することはなかったが、最終回でディアナに扮したキエルと共に、彼らが月に向かう宇宙船に乗っている場面があり、祖先の故郷である月へ帰還したことがうかがえる。

#### フレックル
声 - 半場友恵
レット隊隊員。

## ギンガナム艦隊
以下の人物の詳細は各項目を参照。
- ギム・ギンガナム

### メリーベル・ガジット
Merrybell Gadget
声 - 夏樹リオ
ギム・ギンガナムの側にいる道化の女で、目の回りの赤い隈が特徴。外見は幼く見えるが、実年齢は見た目よりも高い。運河人以下の下層階級の出身で、ギンガナムに拾われた。耳につけているのはヘッドフォン。
バンデットで戦闘に度々参加しており、奪取した∀ガンダム搭乗時には月光蝶システムまで使用している。最終決戦でコレンによって撃墜され、不時着したウィルゲム近くに墜落してグエンと鉢合わせになった。戦後は目の回りの赤い隈なども無くなりグエンと共にガリア大陸へと渡っていくらしい姿が描かれている。
曽我篤士版コミカライズでは、重傷を負ったグエンと共にウィルゲムで宇宙を漂流している。
名前は漫画『ポーの一族』の登場人物のメリーベル・ポーツネルから取られた。また、演じた夏樹リオによれば、監督の富野由悠季からは「メリーベルは全てにおいて悟っているのだが、そんなことは全然表に出さない」といったような事を言われたとのこと。
髪を頭頂で鈴のついたゴムのようなもので束ねており、戦場に出た際にその鈴の音が敵のパイロットにも聞こえる事があるが仕組みは不明。ファラ・グリフォンと似た演出だが、関連性は不明。

### スエッソン・ステロ
Sweatson Stero
声 - ウガンダ・トラ / 石川ひろあき（SDガンダム GGENERATION WARS）
ギンガナム艦隊マヒロー部隊の隊長。名門の出であり、ギンガナムを「ギム」と呼び捨てにする。好戦的な人物で部下いじめが趣味。肥満体で作戦中部下に買いに行かせるほどのケーキ好き。体重を感じるからという理由で重力を嫌っており、その重力嫌いは月に降りるのさえ嫌がるほど。マヒロー隊の指揮を執っている。
名門を鼻にかけて一般市民や地球人を蔑視し、ギンガナム隊の負の面を体現したかのような人物。ロランやハリーに敗れた時には他に責任転嫁したり、戦闘を楽しんで身勝手な行動を取るなど問題が多い。しかしモビルスーツ操縦の腕は確かで、敗れはしたものの幾度となくロランを苦しめ、フィルのディアナカウンターとの戦闘でもスエッソン自身は落とされずに敵を撃破している。ヒゲの白い奴（∀ガンダム）を討つことに執着し、ターンXとの戦闘に割り込んだためにギンガナムの怒りを買って撃破されてしまう。己の身勝手の結果でもあるが、「これが御大将のやることか」と叫び死んでいった。
曽我篤士版コミカライズでは、地球には降下せず、月都市での戦闘でソシエの機体とソシエをかばうギャバンの機体にダメージを与えるが、油断しているところを背後からハリーによるスモーの攻撃を受け戦死している。

### ヤン・シッキネン
声 - 岩松廉
マヒローのパイロット。階級は少尉。ミスルトゥでの戦闘でレット隊にマヒローを奪われた上にメシェーの乗るウァッドを味方と勘違いして近づいたばかりに捕虜として捕まるという失態を演じる。後に捕虜返還としてギンガナム隊に戻りスエッソン部隊に編入され、上司のスエッソンからは重力下で圧し掛かられたり何かと苦労をしている。

### 大名
声 - 江川央生
ズサン隊隊長。大名はギンガナム家の部隊長を意味する敬称であって、本名は不明。ギンガナム艦隊の月残留部隊に所属する。部下にヨハネス（声 - 植村喜八郎）とカシム（声 - 田中正彦）がいる。大きな黒いサングラスをしているのが特長。改修中のホエールズを破壊するために自動操縦のズサンを引き連れて襲撃するがロランが乗ったコアファイターのミサイルにより撃墜、死亡している。ロランに撃墜され死亡した描写がある唯一の人物。

## アグリッパ派

### アグリッパ・メンテナー
Agrippa Maintainer
声 - 石丸博也
ギンガナム家と共に女神の冠を護る鷹とされ、冬の宮殿の管理を司るメンテナー家の当主。
地球帰還作戦に反対しており、ムーンレィスは人工睡眠を繰り返し永遠に生きるべきだと主張し、ムーンレィスに闘争心が甦ることを恐れていた。ディアナが地球へ向かった直後に月の支配権を掌握、戒厳令を布いて情報統制をした。地球のディアナ・カウンターへの補給を遅らせたり、コレンを恩赦により解放して地球へ送ったり、ミドガルドなど地球人に化けた暗殺者たちを派遣してディアナ暗殺も図るなど暗躍していた。また、月のマウンテンサイクルをギンガナムに任せていた。しかしロランの活躍やギンガナムの暴走とディアナの月帰還によりその野望は潰え、黒歴史がムーンレィスの知ることとなる。大罪を犯す覚悟をしたディアナの手で殺される寸前、ミドガルドによって射殺された。
曽我篤士版コミカライズでは、表面上は穏健派だが、実際はディアナとギンガナムの共倒れを狙い、最終的には自らが月の支配者となろうとするが、形の上でディアナに味方する為、私設艦隊を率いて現れた所へ、グエンが隠し持っていた核ミサイルの直撃を受け、艦隊諸共消滅、死亡する。

### ミーム・ミドガルド
Meam MidGard
声 - 水野龍司
アグリッパの腹心。ギンガナム第二大隊の予備役で階級は大尉（ただしディアナに名乗った時点では予備役）。目の回りの黒い隈が特徴。
民間人に紛れて地球に降下してキースのパン工場で工場長として働きながら、テテス・ハレを使いディアナ暗殺を謀るが失敗し、テテスを暗殺した。後にディアナを月に連れて行く任務を負い、ジャンダルムで月に向かったが、途中でキャンサーとムロンによってディアナを逃がされてしまう。冬の宮殿で黒歴史を知ってアグリッパとディアナの主張を聞き、月のシステムの安定を望むミドガルドは双方に非があると考え、最後の忠誠心と称してディアナに代わりアグリッパを射殺。ディアナも殺害しようとしたが阻まれ、法の裁きを受ける事を拒むためにジャンダルムで逃走して月の宮殿に対し砲撃を加えた。それが結果的に∀ガンダムの月光蝶を呼び覚ましてしまい、自らの行いに気付いて狼狽し、ディアナに救いを求めようと船の脱出口に向かった所を、ハリーによってディアナの法の裁きとしてスモーの素手で叩き潰されるという非情な形で処刑された。
ときた洸一版コミカライズでは冬の宮殿でディアナ抹殺に失敗して逃亡した直後、地球に向かうギンガナム艦隊の一員になろうとしたが、ギンガナムから「卑しいスパイに用はない」と一蹴され、アスピーテからの攻撃で死亡した。
曽我篤士版コミカライズでは、ギンガナム艦隊と共に地球へ降下しようとするが、その最中にロランとハリーの奇襲を受け、その混乱の中∀ガンダムを攻撃しようとするが、ハリーの攻撃で瀕死の重傷を負っていたグエンの攻撃を受け死亡している。回りからスパイとして見下されていた事は自覚していて、∀ガンダムを攻撃しようとしたさい、∀ガンダムを撃破すれば、もう自分を卑しい目で見る者はいないと呟いている。

### テテス・ハレ
Teteth Halleh
声 - 冬馬由美
ディアナ暗殺のために送り込まれたミドガルドの部下で色気あふれる美女。ディアナが月へ連れて帰った地球人の孫にあたり、そのため迫害され、苦労する母を見ていたため境遇にコンプレックスを抱く。同じ下層階級であるロランに対して「地球降下作戦に選ばれたエリート」と声を荒らげる場面もある。ブルーノとヤコップとも知り合いで「姐さん」などと呼ばれていたことなどからも月での暮らしを推測できる。
当初はウィル・ゲイムと共に暮らしており、そこでロランやキエルに扮したディアナらとも知り合った。ミドガルドに名誉市民になれると言われディアナ暗殺のために策動するも失敗。その後、テテスに好意を抱くムーンレィスの一般帰還民のトロイ（声 - 植村喜八郎）を色気でそそのかして∀ガンダムを奪おうとするが、最終的にはロランともみ合っていたところをミドガルドによって口封じのため狙撃され死亡した。
物語終盤では、難病のために冬眠をしていた母リンダ（声 - 冬馬由美）が、冬眠から帰還した際に娘を捜す姿が描かれている。リンダからもらった「オワナちゃん」というひまわりの人形を大切にしており、死ぬまで身につけていた。
曽我篤士版コミカライズでは、何の前触れもなくディアナを狙う暗殺者として突然登場し、暗殺はハリーによって阻止され、その直後口封じのために殺されている。
福井晴敏の小説版では、降下部隊のウォドムパイロットやフィルの愛人となるなど、ポゥのキャラクターを一部引き継いでいる。

### ケイサン・ダーカイ
アグリッパの秘書。メンテナー家没落の後は、ディアナに扮したキエルの秘書となった姿が描かれている。

## 民間人

### キース・レジェ
Keith Laijie
声 - 福山潤
ロラン、フランと共に15歳の時に地球に降り立ったムーンレィスの青年。地球に降りた後、ノックスのパン屋「ドンキー」に住み込みで修行していた。
ディアナ・カウンターのノックス攻撃時に親方が腕を怪我したためにパン屋を任される。戦争は激しくなり、先行きに不安を抱えていたが、降下の際に乗ってきたフラットを「発見した」と称してミリシャに売り渡し、パン屋を続けることを決意する。大金はイングレッサ陥落によって紙切れとなってしまったが、親方の娘のベルレーヌ・ボンド（声 - 高森奈緒）と共に地道にパンを焼いて、相手を問わず売り歩く。両陣営にパンを売る行為は批判も多かったが、キースの焼いたパンは評判が良く、沢山作れるようにと人を雇って工場を建てる。ムーンレィスも従業員として雇っていた為、これが一つの架け橋ともなって月と地球との中立地帯を成形することになった。また、この大変な時期に苦労を共にしたベルレーヌとは段々と恋仲となっていった。後にギンガナムが侵攻してきた際には巻き添えを食って工場が炎上、妊娠中のベルレーヌが傷つき、ギンガナム軍に対抗するため戦うと口にしたが、パンを作り続けるという「戦い」をすべきだとディアナらに気付かされる。戦後は、妻の祖母アニスに生まれた赤子が抱かれており、ノックスでパン屋を再建している場面が描かれている。
ロランとは、アニメ版ではディアナ・カウンターで一緒に訓練していたと思われる事以外は特に説明はないが、福井晴敏小説版ではロランと同じ孤児院で育った幼馴染の関係となっている。また、キャラクターデザインの安田朗の漫画『月の風』においては、ディアナ・カウンターに入隊する前、街角で因縁を付けられ困っていたさい、偶然通りかかったロランに助けられた事がきっかけで、入隊後に親友となっている。
キースが初期に勤めていたドンキーの表通りは、『機動戦士ガンダムF91』にてセシリー・フェアチャイルドの家でもあったパン屋の表通りと瓜二つである。

### フラン・ドール
Fran Doll
声 - 渡辺久美子
15歳の時にロラン、キースと共に移民の偵察隊として地球に降り立ったムーンレィスの少女。地球に降りてからは新聞社の印刷所に勤務していた。
地球と月の戦争が始まると従軍記者となり、ロランの「自分はムーンレィスだ」という告白を記事にしたり、戦争の真実を写すことを目標にして東奔西走した。ウィルゲムで月に赴いたミリシャの面々に同行している。途中、モビルスーツに搭乗する場面もあった。フランがムーンレィスであると見抜いていたジョゼフとは恋仲となり、終盤では子供を授かっている。ムーンレィスを敵視したり、ロランに対抗して無茶をするジョゼフを諫めることもあったが、彼を思い、心配しての事であった。戦後は、子供を夫に預けて記者として働く様が描かれている。
漫画『∀ガンダム 月の風』では、地球降下前に月で暮らしていた頃は、チャイドルとして人気があり、ロランやキースもその存在を知っていた事が描かれている。小説『月に繭 地には果実』では、新聞社の先輩記者ラリー・ブリグマンとの間に子を儲け婚約する。核爆発により彼女は未来の夫を失ってしまうが、物語終盤で無事子供を産む。曽我篤士版コミカライズでは、記者を続けており、結婚して一児の母親となっているが、誰と結婚しているのかは作中では語られていない。また、ソシエとは良好な関係を築いている。

### ウィル・ゲイム
Will Game
声 - 坂口賢一
かつてディアナが地球で出会い、恋仲となった初代ウィル・ゲイムの子孫。初代と生き写しのような容貌で、初代同様に濃くて青い髭が特徴。
初代の恋を確かめるために月に行くことを夢見て、残された日記に記されていた太古の宇宙船の発掘を行っていた。ロラン達と出会い、キエルに扮したディアナに初代ウィルの末路を語った。シドも協力してまもなく宇宙船を発見するが、テテスに唆され、以前に発掘していたキャノン・イルフートと共に、自分を月に連れて行ってくれそうなディアナカウンターに接触した。しかし、直接会ったディアナが本物ではないと感じた上に、以前に会ったキエルの方が先祖の事を知っていた事に不自然さを感じた結果、厄介払いされるに近い形でフィルの元へと送られてしまう。
その後、フィルに言われるまま、改修を受けたキャノン・イルフートに搭乗し、ポゥらを宇宙船の元へ案内中にミリシャの部隊と遭遇して戦闘となり、宇宙船を取り戻そうと必死に奮闘するものの、ボルジャーノンのバズーカによる至近距離攻撃を受けて機体は爆散。コクピットで絶命した。宇宙船はミリシャの手により掘り起こされ、発掘者であった彼の名を取り「ウィルゲム」と名づけられて月へと飛んだ。
福井晴敏の小説では、シドの助手として登場。本作にはキャノン・イルフートが登場せず、ミリシャのフラットを奪ってディアナカウンターへ投降する。
曽我篤士版コミカライズでは、初代ウィルがディアナと生き別れとなった後でラインフォード家の女性と結婚したことになっているため登場せず、代わりに初代ウィルの子孫となったグエンが、初代ウィルの末路についてディアナに語っている。

### クーエン・モラッド
声 - 家中宏
ムーンレィスの民間人。病身である妻レーチェ（声 - 深水由美）と娘リネ（声 - 秦さやか）のために、ロラン達と一緒に放棄された牧場から家畜を運んだが、それを見た地球人に罵倒される。その酷い言葉に我慢できなくなったロランは自分の出自を明かすことになった。

### アニス・ベル
声 - 藤夏子
農業を営む老婆。ベルレーヌの母方の祖母である。先祖代々の畑を守り、土地が戦場になりそうになってもなかなか立ち退かなかった。最終回にて、キースとベルレーヌの子、彼女の曾孫に当たる子をだっこしてキース達と一緒にノックス入りしていた。飼いロバのドンキーともども頑固である。
セシリィ
声 - 本田貴子
ミリシャ野戦病院の従軍看護婦。看護婦に志願したディアナに洗濯などをやらせていた。さらにスポンサーであるリリの命令によりディアナをこき使っていた。
ルル
声 - こおろぎさとみ
戦災孤児。フランに助けられる。
カキト
声 - 大谷育江
カラモートの町の収穫祭に参加した少女。コレンから木彫りの像を貰い、コレンにカラモートに住むように嘆願した。
トニーニョ
声 - 柳沢真由美
カラモートの町の収穫祭に参加した少年。
ジョージ
声 - 岡本奈美
カラモートの町の収穫祭に参加した少年。
エストロリータ
声 - 麻丘夏未
カキトの母。ディアナとコレンに食事を振舞った。
トロイ
声 - 植村喜八郎
ムーンレィスの一般帰還民。地球に降下してからはキースのパン工場で働く。テテスに唆されて∀ガンダムを奪うための協力をした。

### アデスカの民

#### クワウトル
声 - 廣田行生
南アメリア（南アメリカに当たる）大陸のマニューピチに住むアデスカの王。遠く離れた北アメリアのマウンテンサイクルで発掘された核弾頭が爆発した頃に、アデスカの民が1人残らず空が赤く染まる夢を見て、アデスの樹の神話のように再び天と地の間で巨人の争いが始まると恐れを抱いた。新しき時代のためには古きを駆逐するというアデスカのしきたりによってタルカが新しき王に推され、王の代替わりを決する決闘を受けたが、新しき王に推されるタルカの心に恐れがあると気付き、真の王に相応しくなるまで猶予を与えようと決闘に背を向ける。タルカや民達から罵られ汚名を着せられても耐え、死を待つべく身を潜めていた。ディアナカウンターの砲台を落とすため協力を求めたロランを神話にあるアデスの枝（ザックトレーガー）を取りに来た白い悪魔に仕える者と知って剣を交え、核弾頭を宇宙に捨てたいというロランの言葉を信じて協力する。砲台を破壊するため、爆弾を持った自らを、王に相応しいと認めたタルカに火矢で打たせて古き王として大往生を果たす。

#### マヤリト
声 - 浅川美也
アデスカの民の少女。アデスカの民に襲われたマバ族の出身だが、王のクワウトルに忠実に仕え、民から見放されてからも付き従っていた。王へ食事を運ぶ途中にロラン達を発見、随伴していたヨロル（声 - 西前忠久）がタルカに白い悪魔に仕える者（ロラン）の事を告げ口した為にロラン達が捕らえられてしまう。死を覚悟したクワウトルからはロラン達と共に行くよう言われるが、運命を共にするべくクワウトルと爆死する。マバ族でありながらアデスカの王へ忠実に仕える事に疑問を持つジョゼフに「王に仕えるのがわたしの勤め」と返したのみで、忠実に仕えていた理由は作中で説明されていない。

#### タルカ
声 - 東地宏樹
アデスカの民が1人残らず空が赤く染まる夢を見た晩、神話で伝えられたような災いを防ぐべく、新しき王に民から選ばれた若者。しきたりによって決闘の場に臨むが、アデスカの民の運命を引き受けることに恐れを感じ、それを察した王から背を向けられる。王の真意を知らずに逃げ出した卑怯者と罵り、砲台を破壊するために王が連れてきたロラン達を捕らえ、後見人テペトル（声 - 宝亀克寿）らの期待に応えるように、王に決闘を迫るが拒否される。王への罵りに耐えかねたマヤリトから王の真意を聞かされ、ディアナカウンターへ攻撃を加えて協力した。クワウトルに認められて古き王を討ち、新しき王となった。

### 月の運河人
ドナ・ロロイ、ハメット・ロロイ、セント
声 - 折笠富美子、五代あつし、鉄野正豊
月の運河に住むロランの幼馴染み。ドナとハメットは姉弟。月に戻ったロランやディアナに、戦争になっていたことすら知らされていなかった月の実状を話し、首都ゲンガナムへ入るために協力する。ディアナが地球へ再び降りるためのアルマイヤー（ホエールズ）の修復を手伝って鯨のマーキングを施し、地球へも同行した。